# Johann Friedrich Wilhelm Frey
Johann Friedrich Wilhelm Frey (* 20. Februar 1804 in Zossen; † 15. April 1879 Koblenz) war ein preußischer Generalmajor.

## Leben

### Herkunft und Familie
Johann Friedrich Wilhelm Frey war ein Sohn des Försters Friedrich Wilhelm Frey und der Henriette Sophie, geborene Heinrich. Seine 1856 geschlossene Ehe mit Henriette Karoline Johanna Juliane Waldmann (1818–1889), natürliche Tochter des Karl Gottlob Waldmann, Feldwebel in der 5. Fußkompanie der 3. Artilleriebrigade, blieb ohne Kinder.

### Militärkarriere
Frey besuchte seit 1817 das Gymnasium in Dessau und bereitete sich seit 1820 auf ein Studium im Baufach vor, nahm noch 1823 dahingehenden Privatunterricht, trat dann aber 1824 als freiwilliger Kanonier der 3. Artilleriebrigade der preußischen Armee bei. Von 1828 bis 1830 war er zur Artillerie- und Ingenieurschule kommandiert und avancierte 1828 zum Portepeefähnrich und 1831 zum Sekondeleutnant in der 8. Artilleriebrigade. 1840 war er zum Gewerbeinstitut und 1842 zur Artilleriehauptwerkstatt in Berlin kommandiert. Er wurde 1844 als Premierleutnant der 4. Artilleriebrigade aggregiert und zur Feuerwerksabteilung kommandiert. Seit 1846 war er Direktionsassistent der Pulverfabrik in Neiße, stieg 1850 zum Hauptmann und Chef der Handwerkerkompanie im 5. Artillerieregiment auf, war aber gleichzeitig Vorsteher der Haupt-Artilleriewerkstätte in Neiße. Unter Belassung dieser Stellung wurde er 1856 à la suite des 5. Artillerieregiment gestellt und 1857 einrangiert. Als Adjutant war er zeitgleich zur Inspektion der technischen Institute der Artillerie kommandiert. 1863 hat er den Charakter als Oberstleutnant erhalten und wurde 1865 unter Verleihung des Patents zu seinem Dienstgrad à la suite des Festungsartillerieregiments Nr. 7 gestellt, sowie Direktor der Haupt-Artilleriewerkstätten in Deutz. Frey hat 1867 den Rang eines Regimentskommandeurs erhalten und stieg 1868 zum Oberst auf. 1872 hat er den Roten Adlerorden III. Klasse mit Schleife erhalten und wurde unter Belassung seiner Stellung à la suite des Fußartillerieregiments Nr. 7 gestellt. Frey wurde 1873 charakterisierter Generalmajor und hat 1874 aus Anlass seines 50-jährigen Dienstjubiläums den Roten Adlerorden II. Klasse mit Eichenlaub und der Zahl 50 sowie seinen Abschied mit Pension erhalten.